# Cycleurope
Cycleurope er en svensk cykelfabrikant, som ejer en række kendte cykelmærker. Cycleurope indgår som et datterselskab til industri-koncernen  Grimaldi Industri AB. Cycleurope har sine hovedkontorer i Stockholm og Varberg. Fremstillingen af cykler foregår på fabrikker i Sverige, Frankrig, Italien og Fjernøsten. Indtil 2010 blev der også fremstillet cykler i koncernens danske afdeling på Kildemoes-fabrikken i Nørre Lyndelse på Fyn. I 2013 var kun administrationen med ca. 21 medarbejdere tilbage i Nørre Lyndelse. Cycleurope har datterselskaber i over 50 lande med hovedfokus på Europa.
Cycleurope blev etableret da Grimaldi Industri overtog Monark Stiga i 1995.

## Cykelmærker
Følgende cykelmærker indgår i koncernen:
- Crescent, overtaget i 1960 af Monark gennem opkøb af Nymanbolagen.
- Monark, startede i 1908 i Varberg.
- Bianchi (F.I.V. Edoardo Bianchi) blev i 1997 opkøbt af Cycleurope. I 1885 startede Edoardo Bianchi , 21 år gammel, et cykelværksted med fremstilling i Milano, på via Nirone.
- Gitane, startede i 1930 i Frankrig.
- Micmo, startede i 1935 i Frankrig.
- Puch, Johann Puch (1862 – 1914) startede i 1889 et cykelværksted og i 1899 en cykelfabrik i Graz, Østrig.
- Legnano, ejes af F.I.V. Edoardo Bianchi.
- Peugeot, cykeldivisionen.
- DBS (Øglænd DBS) blev i 1989 opkøbt af Monark og i 1996 af Cycleurope.
- Kildemoes, startede i 1942 i Odense, Danmark.
- Everton
- Chiorda, ejes af F.I.V. Edoardo Bianchi.
- Renault
- Spectra